# 加拿大—荷兰关系
加拿大与荷兰两国因第二次世界大战中加拿大庇护了流亡的荷兰王室和加拿大军队解放荷兰而结下特殊的外交关系。两国的关系在当代依旧十分显著，2015年加拿大政府称荷兰为“加拿大最重要的贸易、投资和创新合作伙伴之一”。加拿大每年还举办郁金香节来纪念两国的关系。

## 历史

### 二战至现代

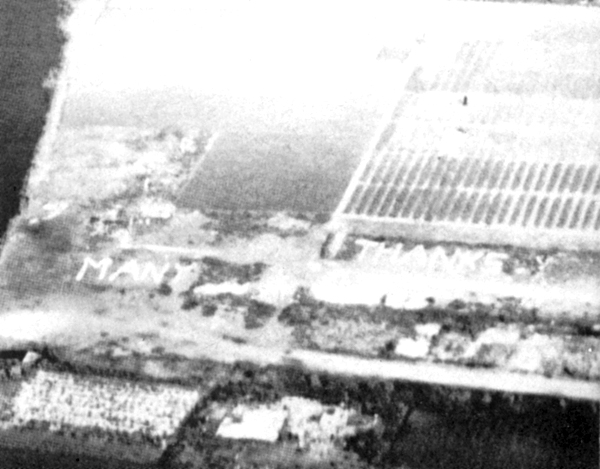
1945年，荷兰民众用郁金香拼出“Many Thanks”，感谢盟军向饥荒中的荷兰空投食物。

1940年納粹德國發動西線攻勢，德國亦入侵荷蘭，荷兰战役爆發，荷蘭很快被德軍占領並成立荷蘭總督轄區，荷兰王室流亡至加拿大。流亡过程中，玛格丽特公主即诞生在王室一家居住在渥太华之时。母亲朱丽安娜公主于渥太华市立医院生产的产房临时由加拿大政府宣布享有治外法权，因此小公主并没有因为出生于加拿大而失去荷兰国籍和王室身份。为了庆祝公主的诞生，加拿大在国会的和平塔升起荷兰国旗，这也是加拿大唯一一次在国会建筑上升起外国国旗。
加拿大陆军第一师在1945年领导了斯海尔德河战役、解放阿纳姆等大小战役，最后从纳粹德国手中解放了荷兰。解放兰斯台德的作战尤为出众，因为作为世界上人口最稠密的地区之一，兰斯台德地区被切断了食物供给，民众遭受了可怕的饥荒。荷兰的德军于1945年5月5日隨在瓦赫宁恩小镇投降，但之后仍有1.8万荷兰民众死于饥饿和营养不良。加拿大皇家空军参与了对荷兰饥荒地区空投食物的“吗哪行动”（Operation Manna），荷兰民众用郁金香拼出“Many Thanks”以示感谢。5月8日德國投降后，加拿大部队立刻进入兰斯台德，向民众发放继续的食品物资，这让许多民众认为加拿大不仅是解放者，更是救世主。这对荷兰民众和加拿大的部队来说是一个激动人心的时刻，并被经常描绘成两国现代关系的基础。
为了向加拿大表示感谢，荷兰人民将数以万计的郁金香送往渥太华，荷兰王室随后也加入其中，每年将万余支郁金香赠予加拿大，最后形成了每年一度的加拿大郁金香节。

## 国事访问
- 1967年5月，朱丽安娜女王访问加拿大。[4]

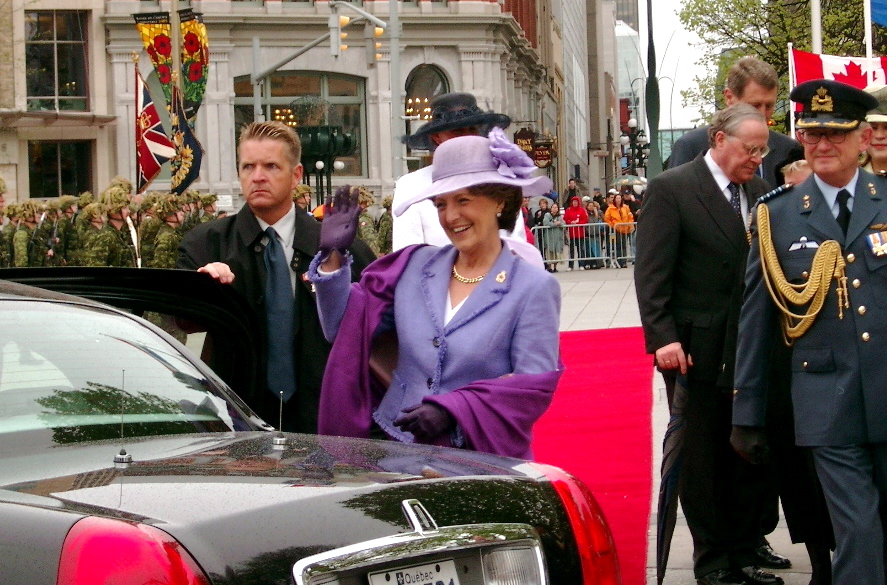
出生于渥太华的荷兰王室成员玛格丽特公主于2002年5月回到出生地参加加拿大郁金香节。

- 1988年5月9-17日，贝娅特丽克丝女王与丈夫克劳斯亲王访问加拿大。[5]
- 2015年5月27-29日，荷兰国王威廉-亚历山大携王后马克西玛访问加拿大

## 国际合作
加拿大和荷兰两国在国际问题上有着紧密的合作。两国都是联合国及联合国下设专门机构、世界贸易组织、国际刑警组织的成员，也是北大西洋公约组织(NATO)、欧洲 - 大西洋合作理事会(EAPC)、欧洲安全与合作组织(OSCE)、东南欧稳定协议的创始成员国。两国还在诸如禁止和消除杀伤性地雷、控制小型武器和轻武器的扩散、消除童工等议题上都有着紧密的合作。两国还参与联合国的维和行动，提供快速反应部队，并参与了巴尔干半岛、埃塞俄比亚和厄立特里亚等地区的维和行动。

## 军事合作
在2010年荷兰撤军前，加拿大和荷兰两国的军队曾在阿富汗战争中一起战斗。

### 军事条约
加荷两国签署了两份条约，允许对方的军队处于训练和共同防御的目的部署在本国的领土上。

## 移民

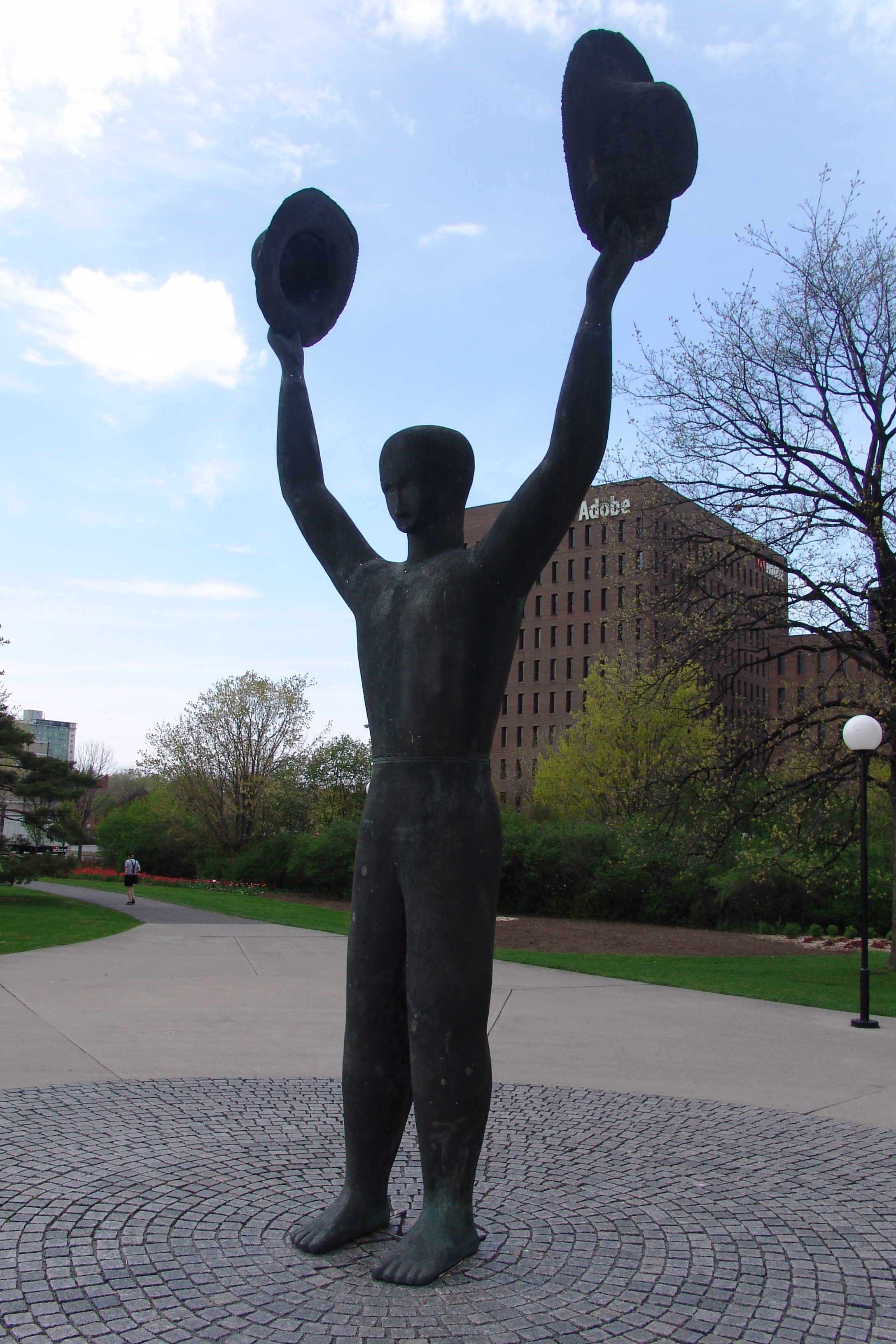
雕像《拿两个帽子的男人》，纪念加拿大援助荷兰人民和获得解放的喜悦

根据加拿大2006年人口普查的数据，包括全部和部分血统在内，加拿大共有1,035,965名荷兰裔居民。超过40万
1996年的人口普查中有124,545人的出生地为荷兰，占加拿大人口的0.4%。荷兰语是加拿大的第七大语言，也是爱德华王子岛省的第三大语言。
说荷兰语的族群在加拿大所有移民群体中对农业展现出更大的偏好。荷兰移民带来了技术和资金，对加拿大的农业做出了重大的贡献。大多数荷兰移民都定居在安大略省，安大略省的荷兰裔农民占整个加拿大的58%，艾伯塔省和不列颠哥伦比亚省的比例为18%和17%。荷兰裔在加拿大大西洋省份移民中占很大的一部分。
荷兰拥有领先的温室技术，荷兰移民也将他们的经验带到了加拿大。在加拿大，由移民所搭建的温室中，有30%是荷兰移民所搭建；移民经营的苗圃中有近四分之一由荷兰人经营。
据位于海牙的加拿大驻荷兰大使馆，有4500-5000名加拿大人在荷兰居住。

## 经贸
2006年，荷兰是加拿大第八大出口目的地国，占总出口量的0.7%。加拿大和荷兰两国基于政治、投资、贸易和历史联系有着成熟的关系，为了促进两国的经贸关系，荷兰商界创立了荷兰 - 加拿大商会。

## 签证政策
加拿大和荷兰两国都免除了对方国家公民的入境签证。加拿大公民在每半年内均可以在荷兰免签证逗留最多3个月，而荷兰公民在入境加拿大之日起，免签证可逗留最多6个月时间。荷兰是加拿大游客在欧洲首选的目的地，尤其是在45岁以下的游客当中。